# Jefferson Andrade Siqueira
Jefferson Andrade Siqueira mais conhecido como Jeffe ou Jeffim (Guarulhos, 6 de janeiro de 1988), é um futebolista brasileiro.
Atualmente joga pelo ASD Atletico Pontinia.

## Carreira
Jeffe deixou a família em São Paulo e iniciou sua carreira nas categorias de base do Paraná Clube em agosto de 2004.
No ano seguinte, disputou a Copa São Paulo de Futebol Júnior e tornou-se profissional.
Sua primeira oportunidade como profissional foi no Paranaense de 2006, com o técnico Barbieri. Naquela competição, marcou 2 gols em 9 jogos (5 como titular e 4 como substituto). No Brasileiro daquele ano, com o técnico Caio Junior, fez 8 jogos (2 como titular) e não marcou gols.
No Paranaense 2007, marcou 1 gol em 6 partidas – 3 como titular. No Brasileirão 2007, fez dois gols em nove jogos – cinco como titular. No final de 2007, foi o artilheiro do Campeonato Brasileiro Sub-20, com seis gols.
Em 2008, marcou 2 gols nas 11 partidas que disputou no Campeonato Paranaense – 8 delas como titular e 3 como reserva. Fez 2 jogos na Copa do Brasil de 2008, mas não marcou. Ao todo, pelo Paraná, foram 7 gols em 45 partidas.
Em julho de 2008 foi levado à Europa pela Fiorentina da Itália. Em 2009 atuou no time B da Fiorentina.
Não sendo muito aproveitado no clube, foi emprestado no segundo semestre de 2009 para o Frosinone que disputava a Série B do Campeonato Italiano de Futebol.
Na temporada de 2010, foi novamente emprestado para o Cassino da Série C2 do Italiano.

## Títulos
Artilharias
- Artilheiro do Campeonato Brasileiro de Futebol Sub-20: 2007